# Argus de l'hélianthème
Aricia artaxerxes
Espèce
L’Argus de l'hélianthème (Aricia artaxerxes) est une espèce de lépidoptères (papillons) de la famille des Lycaenidae et de la sous-famille des Polyommatinae.

## Dénominations
Aricia artaxerxes (Fabricius, 1793)
Synonymes : 
- Plebeius artaxerxes (Fabricius, 1793)
- Hesperia artaxerxes  (Fabricius, 1793)
- Aricia artaxerxes (Fabricius, 1793)
- Aricia inhonora (Jachontov, 1909)
- Aricia macedonica (Verity, 1936)
- Aricia montensis (Verity, 1928)
- Lycaena montana (Heyne, 1895)
- Lycaena nevadensis (Oberthür, 1910)

### Noms vernaculaires
- en français : l’Argus de l'hélianthème
- en anglais : Northern Brown ou Scotch Argus
- en allemand : Große Sonnenröschen-Bläuling
- en néerlandais : Vals bruin blauwtje

### Sous-espèces

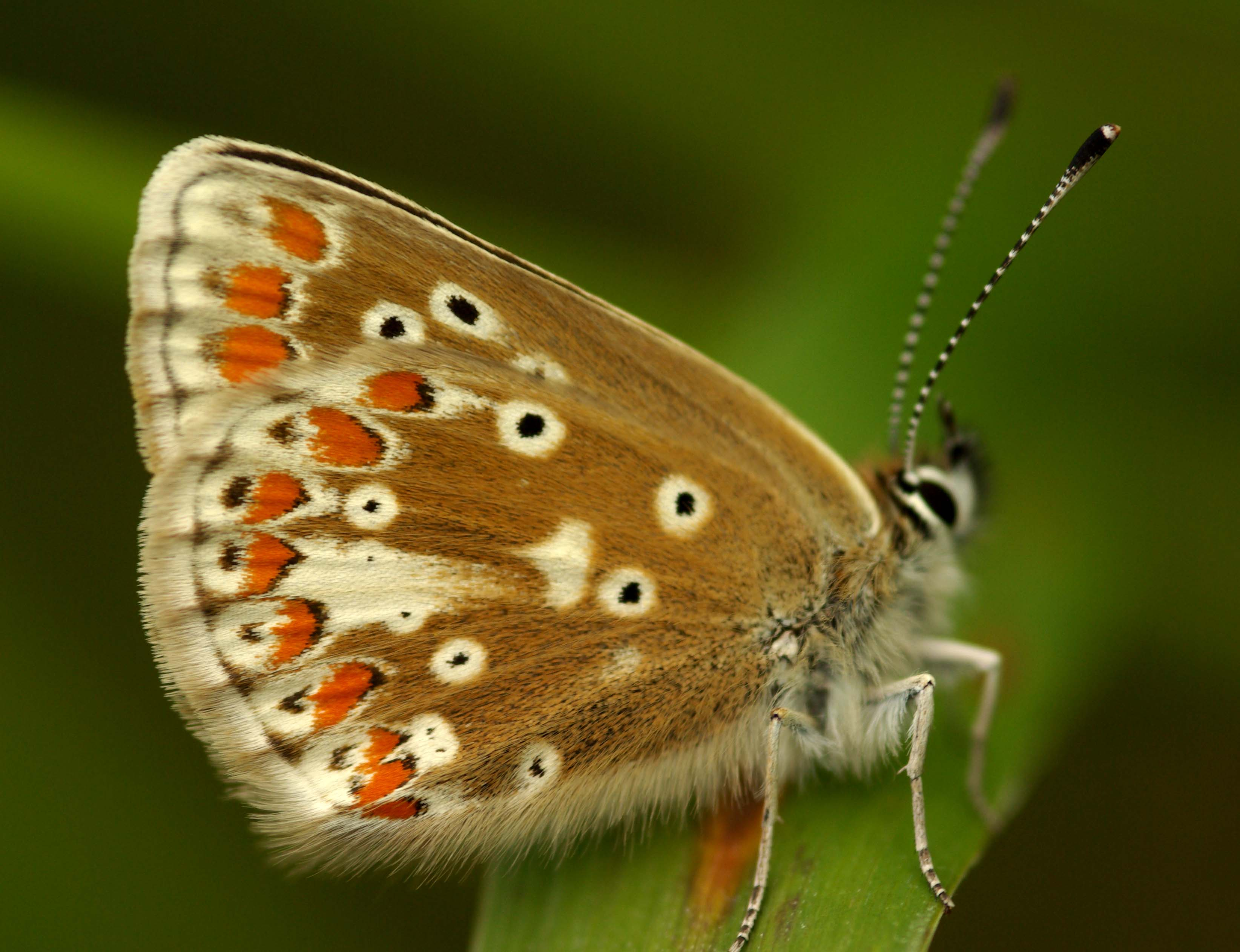
le revers de l'Argus de l'hélianthème

- Aricia  artaxerxes artaxerxes présent en Écosse[2]
- Aricia artaxerxes allous (Geyer, 1836) le Mountain Argus présent dans les Alpes
- Aricia artaxerxes hakutozana (Matsumura, 1927) en Corée
- Aricia artaxerxes inhonora Jachontov, 1909  dans l'Oural (serait synonymes de Aricia artaxerxes allous[2])
- Aricia artaxerxes lepsinskana (Obraztsov, 1935)
- Aricia artaxerxes mandzhuriana (Obraztsov, 1935)
- Aricia artaxerxes montensis (Verity, 1928) en Espagne (Andalousie)
- Aricia artaxerxes sachalinensis (Matsumura, 1919)
- Aricia artaxerxes sarmatis (Grum-Grshimailo, 1890) dans l'Oural
- Aricia artaxerxes scytissa Nekrutenko, 1985
- Aricia artaxerxes sheljuzhkoi (Obraztsov, 1935) dans le Caucase
- Aricia artaxerxes strandi (Obraztsov, 1935) dans l'Altaï
- Aricia artaxerxes transalaica (Obratzov, 1935) dans l'Himalaya
- Aricia artaxerxes turgaica (Obraztsov, 1935)
- Aricia artaxerxes ukrainica (Obraztsov, 1936)
- Aricia artaxerxes vancalica Kaaber et Hoegh-Guldberg, 1961 dans l'ouest de l'Europe[3]

## Description

### Imago
C'est un petit papillon au dessus marron orné d'une ligne sub marginale de taches orange, limité aux ailes postérieures chez le mâle. Ils ont une frange blanche.
Le revers est beige, les ailes sont ornées d'une ligne de points blancs centrés de noir et d'une ligne submarginale de taches orange.

#### Espèce proche
Ressemble au Collier-de-corail (Aricia agestis).

### Chenille
La chenille, petite et trapue, possède une tête rétractile noire et un corps vert avec une ligne dorsale brun vert d'où partent des traits obliques vert foncé et sur les flancs une paire de lignes blanches bordées de rose.

## Biologie

### Période de vol et hivernation
Il vole en une génération de juin à août.
Il hiverne à l'état de chenille. Les chenilles sont soignées par les fourmis, Lasius sp.

### Plantes hôtes
Ses plantes hôte sont des Helianthemum, Helianthemum nummularium en particulier.

## Écologie et distribution
Il est présent en Afrique du Nord (Maroc), montagnes d'Europe (Espagne, France, Suisse, Balkans, Grèce, dans l'ouest de l'Écosse et en Scandinavie, puis en Asie jusqu'au Pacifique.
En France métropolitaine, il est présent dans les Alpes, le Jura, les Pyrénées et le Sud du Massif central

### Biotope
Il habite les landes de montagne.

### Protection
Pas de statut de protection particulier.